# 格倫本 (緬因州)
格倫本（英語：Glenburn）是一個位於美國緬因州佩諾布斯科特縣的鎮。

## 人口
根據2020年美國人口普查的數據，格倫本的面積為75.50平方千米，當中陸地面積為70.42平方千米，而水域面積為5.08平方千米。當地共有人口4648人，而人口密度為每平方千米62人。